# Bank of America Tower (Jacksonville)
Bank of America Tower – wieżowiec w Jacksonville, w stanie Floryda, w Stanach Zjednoczonych, o wysokości 188 m. Budynek został otwarty w 1990 i liczy 42 kondygnacje.